# Tech N9ne
Aaron Dontez Yates (Kansas City, Misuri; 8 de noviembre de 1971), conocido artísticamente como Tech N9ne, es un rapero y compositor estadounidense.

## Biografía

### Primeros años
Nació en Kansas City, Misuri. Comenzó a rapear a una edad muy temprana. Nunca conoció a su padre y su madre sufría de epilepsia y de lupus cuando él era un niño, problemas que lo afectaron emocionalmente y le inspiraron a "buscar a Dios".

## Carrera Musical

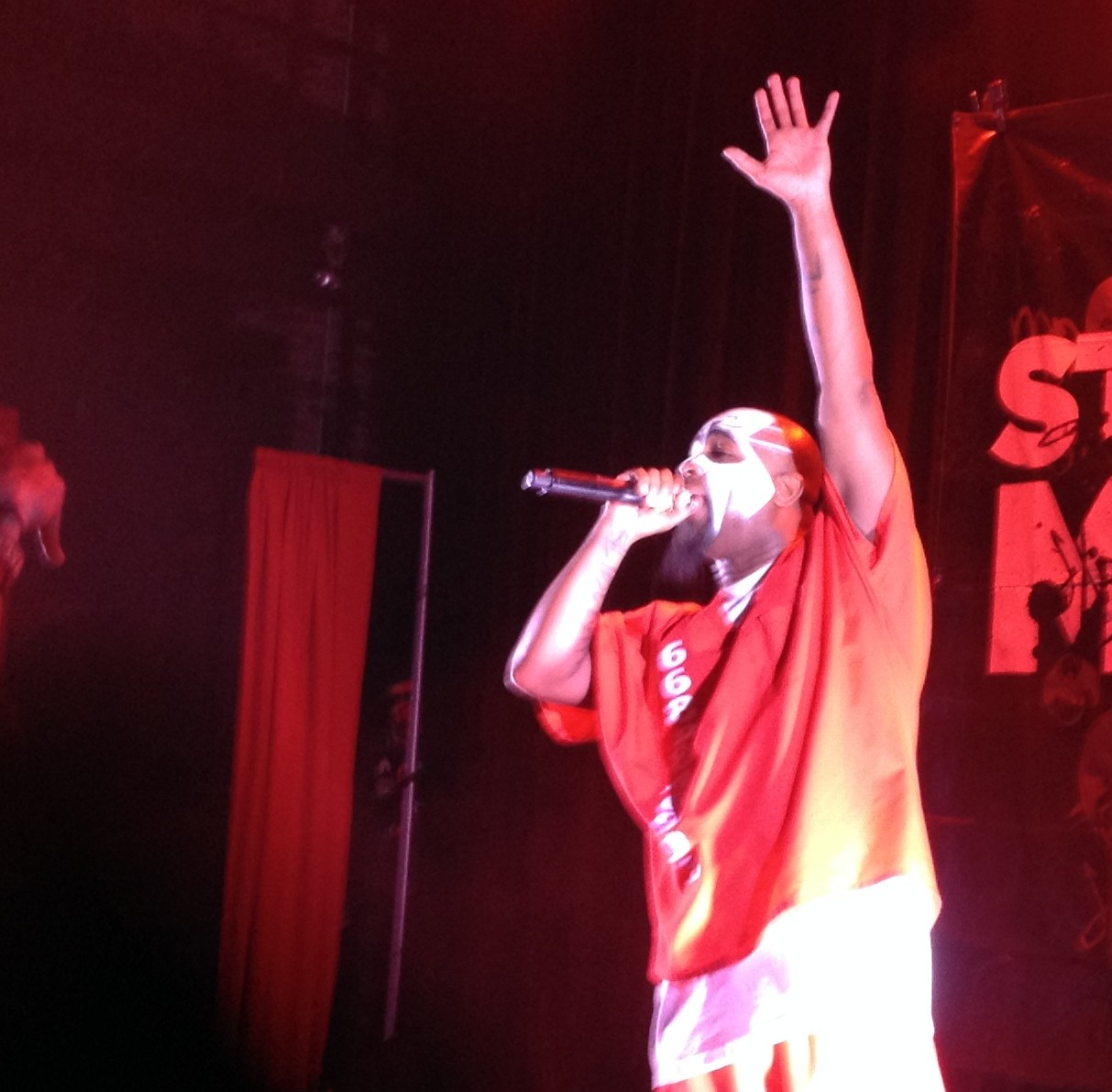
Tech N9ne en concierto en Misuri en diciembre de 2013.

### 1991-2000: Inicios y fundación de Strange Music
Al principio de su carrera, Yates fue miembro de un grupo formado en 1991 llamado Black Mafia. En 1997, se unió al grupo llamado "The Regime", que se formó por el rapero Yukmouth. Al año siguiente, apareció en la banda sonora de la película Gang Related. Yates apareció en la canción "The Anthem" por Sway & King Tech en 1999, que también contó con los artistas RZA, Eminem, Xzibit, Pharoahe Monch, Jayo Felony, Chino XL, KRS -One, y Kool G. Rap. Más tarde ese año, él y su socio Travis O'Guin fundaron el sello discográfico Strange Music.

### 2001-2008: Éxito "underground"
En 2001, Yates lanzó el álbum de estudio Anghellic, bajo el sello discográfico JCOR Records. Tras disputas sobre la promoción del álbum, Yates y Strange Music se separaron de JCOR después de llegar a un acuerdo para retener los derechos al álbum. 
En 2002, Yates lanzó el álbum de estudio Absolute Power. El álbum debutó en el puesto número 79 en el Billboard 200. 
En el 2003, Anghellic: Reparation fue el primer álbum lanzado en Strange Music. Consiste de mayoría de las canciones del álbum original, más 3 nuevas canciones.  
En 2006, Yates lanzó el álbum Everready (The Religion). El 15 de julio del 2020, este álbum llegó a la clasificación de oro tras las reglas de RIAA, con 500 000 copias equivalentes vendidas en los Estados Unidos. 
Al año siguiente lanzó al mercado el álbum Misery Loves Kompany. Yates anunció que el álbum fue el primero de una serie de discos llamados "Tech N9ne Collabos" que cuentan con una amplia gama de artistas invitados.
Al año siguiente lanzó el álbum Killer. Ese septiembre, superó el millón de ventas de discos.

### 2009-presente: Éxito independiente y mainstream
Tech N9ne ha colaborado con un amplio historial de artistas, entre ellos B.o.B, Cee Lo Green, The Doors, The Game, Kendrick Lamar, Serj Tankian, T-Pain, Trae tha Truth, Wiz Khalifa, Hollywood Undead, entre otros.

## Discografía
- The Calm Before the Storm (1999)
- The Worst (2000)
- Anghellic (2001)
- Absolute Power (2002)
- Everready (The Religion) (2006)
- Misery Loves Kompany (2007)
- Killer (2008)
- Sickology 101 (2009)
- K.O.D. (2009)
- The Gates Mixed Plate (2010)
- All 6's and 7's (2011)
- Welcome to Strangeland (2011)
- Something Else (2013)
- Strangeulation (2014)
- Special Effects (2015)
- Strangeulation Vol. II (2015)
- The Storm (2016)
- Dominion (Deluxe Version) (2017)
- Strange Reign (2017)
- Planet (2018)
- N9NA (2019)
- ENTERFEAR (2020)
- MORE FEAR (2020)
- FEAR EXODUS (2020)